# 費爾伯里 (伊利諾伊州)
費爾伯里（英語：Fairbury）是一個位於美國伊利諾伊州利文斯頓縣的城市。

## 地理
費爾伯里的座標為40°44′46″N 88°30′51″W / 40.74611°N 88.51417°W，而該地的平均海拔高度為208米（即682英尺）。

## 人口
根據2010年美國人口普查的數據，費爾伯里的面積為4.74平方千米，當中陸地面積為4.74平方千米，而水域面積為0.00平方千米。當地共有人口3757人，而人口密度為每平方千米792.62人。